# Mesocopsis posticata
Mesocopsis posticata är en fjärilsart som beskrevs av Walker 1866. Mesocopsis posticata ingår i släktet Mesocopsis och familjen nattflyn. Inga underarter finns listade i Catalogue of Life.